# Пески (Конышёвский район)
Пески — деревня в Конышёвском районе Курской области России. Входит в состав Наумовского сельсовета.

## География
Деревня находится в северо-западной части Курской области, в пределах Среднерусской возвышенности, в лесостепной зоне, на расстоянии примерно 24 километров (по прямой) к северо-западу от Конышёвки, административного центра района. Абсолютная высота — 149 метров над уровнем моря.

### Климат
Климат характеризуется как умеренно континентальный, с тёплым летом и умеренно холодной зимой. Среднегодовая температура воздуха — 5,1 °C. Абсолютный минимум температуры воздуха самого холодного месяца (января) составляет −37 °C; абсолютный максимум самого тёплого месяца (июля) — 35 °C. Среднегодовое количество атмосферных осадков составляет 582 мм, из которых 460 мм выпадает в тёплый период.

### Часовой пояс
Деревня Пески, как и вся Курская область, находится в часовой зоне МСК (московское время). Смещение применяемого времени относительно UTC составляет +3:00.

## Население
| 2002 | 2010 |
| ---- | ---- |
| 5    | ↘0   |

### Национальный состав
Согласно результатам переписи 2002 года, в национальной структуре населения русские составляли 100 %.